# Facundo da la Vuelta al Mundo
Facundo da la Vuelta al Mundo, es un personatge de ficció i una sèrie de còmic, creat pel dibuixant Jordi Goset Rubio, l'any 1966 fou publicat a la revista Tio Vivo a la segona època d'aquesta revista. La principal característica de Facundo és el seu Salacot, el qual indica l'esperit viatger per terres exòtiques del personatge.

## Vida quotidiana
L'aspecte físic del personatge és el d'un home baixet, la cara i el coll formen una mateixa unitat, no se sap on acaba la cara i on comença el coll, nas arrodonit, ulls rodons i grossos, bigoti petit només una mica més gran que l'amplada del nas, tipus Charles Chaplin.
De l'indumentària en destaca el barret tipus salacot, sabates, pantaló negre i una camisa de màniga curta. A l'inici de les seves aventures el personatge viatge pel continent Africà, el mediterrani i alguns ports de l'Índia. El seu modus vivend és el d'estafador, les víctimes són els natius que troba allà per on passa i sense que tingui gaire respecte per ells.
Avançades les seves aventures, de tant en tant treballa com a mariner a alta mar. És quan es troba amb Lao-Chin-Chin, personatge que des de 1969 es convertirà amb el seu company, és després d'aquesta trobada que Facundo, es torna més ingenu i Lao-Chin-Chin és objecte de les bromes, escridassades, i les seves burles.

## Personatges Secundaris
Lao-Chin-Chin, personatge xinès amb tots els tòpics que se li puga aplicar, és una persona tranquil·la, somrient i maldestra. Té una habilitat especial pel proverbis xinesos (xinesos, almenys en aparença). Quan parla confon la lletra R amb la lletra L.

## Autors
Jordi Goset Rubio (Barcelona, 22 d'octubre de 1908-31 de març de 1994) també conegut amb el nom artístic de Gosset fou un autor de còmic que va treballar per l'Editorial Bruguera, entre els seus personatges més famosos i podem trobar, Hug, el Troglodita, Facundo da la Vuelta al Mundo o Domingón.

## Publicacions
Publicacions on s'ha publicat el Personatge
- TIO VIVO. EPOCA 2, (Editorial Bruguera, 06-III-1961 - 23-II-1981)
- ZIPI Y ZAPE. (Editorial Bruguera 10-VII-1972 - 1986)
- Super Carpanta. (Editorial Bruguera, 1977. Revista amb continguts variats. material d'arxiu de L'Editorial Bruguera.)
- Super Tio Vivo. (Editorial Bruguera, 1972)
- DDT. (Editorial Bruguera, 10-VII-1967 - VIII-1978)
- DIN DAN. (Editorial Bruguera, 19-II-1968 - 30-VI-1975)